# Cresta della Reit
De Cresta della Reit is een 3075 meter hoge berg in de Noord-Italiaanse regio Lombardije (provincie Sondrio).
De grillige bergkam van de Reit ligt ingebed tussen het Valfurva en het ruige Val Vitelli. Het is de meest westelijke berg van het Ortlermassief. Aan de noordzijde ligt de kleine gletsjer Il Vedrettino. Ten westen van de Cresta della Reit ligt de 3049 meter hoge Cima di Reit. Op de noordwestelijke helling van deze berg ontspringen negen bronnen waarvan het water gebruikt wordt in de kuurcentra Bagni Vecchi en Bagni Nuovi in Bormio. Op de zuidhelling van het gebergte ligt het uitgestrekte naaldbos Bosco Reit waar een grote populatie herten leeft.